# Carlos Alberto Fernandes
Carlos Alberto Fernandes (12 august 1979, Kinshasa, RD. Congo) este un fotbalist cu cetățenie portughezo/angoleză ce evoluează pe postul de portar. El este component al echipei naționale a Angolei, jucând pentru prima reprezentativă la Cupa Africii pe Națiuni în anul 2010.

## Începutul carierei
A început fotbalul ca extremă stânga timp de 5 ani. A ajuns portar în urma accidentării portarului echipei, iar antrenorul a decis ca în acel meci el să ocupe acel post. După meci i-a spus că va rămâne acolo. La vârsta de 17 ani juca în liga a treia portugheză.

## Cariera de profesionist
În 2000 semna primul lui contract la profesioniști. După ce Boavista ajunsese până în semifinalele Cupei Portugaliei, conducătorii clubului cereau foarte mulți bani pe transferul lui, sperând că astfel își vor rezolva problemele. Când Marcel Popescu l-a sunat și i-a propus să vină la Steaua, portughezul nu știa ce să facă. Cel care l-a ajutat să aleagă echipa roș-albastră a fost nimeni altul decât Joao Pinto. Ajuns în Ghencea, Carlos s-a integrat repede și i-a uimit pe toți cu extravaganța lui. Pe 29 martie 2006 a primit Medalia „Meritul Sportiv” clasa a II-a cu o baretă din partea președintelui României de atunci, Traian Băsescu, pentru că a făcut parte din lotul echipei FC Steaua București care obținuse până la acea dată calificarea în sferturile Cupei UEFA 2005-2006. Are în palmares semifinala Cupei UEFA și un titlu de campion al României.
Din nefericire pentru el, viața nesportivă ce a început să o ducă la București l-a costat fiind îndepărtat în cele din urmă de la Steaua București. Urmează revenirea sa în campionatul portughez la Boavista, de unde s-a transferat după numai un an în campionatul iranian la Foolad Khuzestan FC. În sezonul 2010-2011 a evoluat în prima ligă turcă la Bucaspor.